# Villanueva de la Sierra (Zamora)
Villanueva de la Sierra (en gallego Vilanova) es una localidad española perteneciente al municipio de Pías de la provincia de Zamora, en la comunidad autónoma de Castilla y León.

## Geografía

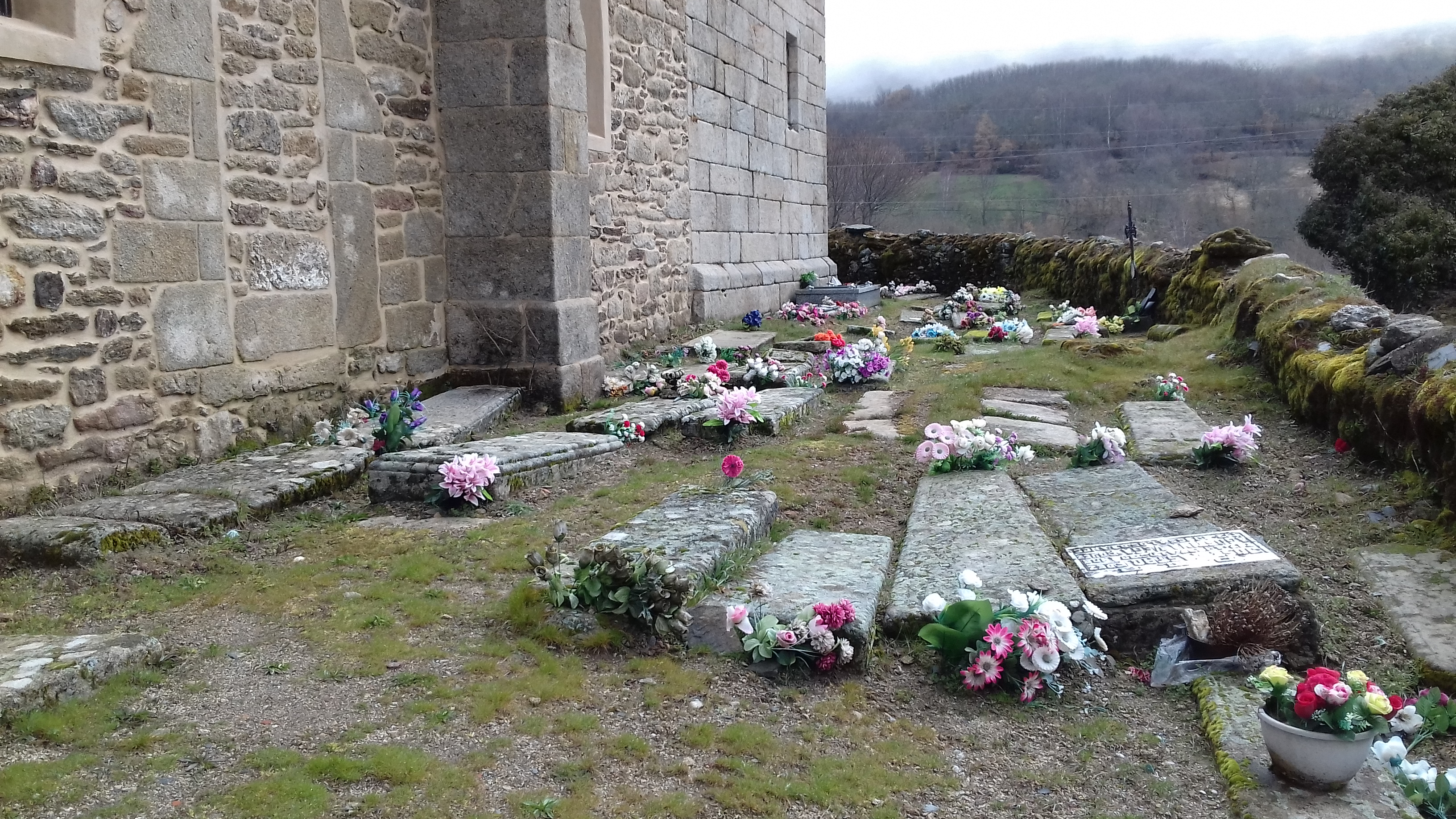
Cementerio.

Se encuentra situada en el noroeste de la provincia de Zamora, junto a la provincia de Orense, en el municipio de Pías, dentro de la denominada Alta Sanabria o As Portelas, subcomarca de la comarca de Sanabria. Dada su ubicación, se trata del pueblo localizado más al oeste tanto de su provincia.

## Historia
Durante la Edad Media Villanueva de la Sierra quedó integrado en el Reino de León, cuyos monarcas habrían acometido la repoblación de la localidad dentro del proceso repoblador llevado a cabo en Sanabria. Tras la independencia de Portugal del reino leonés en 1143 habría sufrido por su situación geográfica los conflictos entre los reinos leonés y portugués por el control de la frontera, quedando estabilizada la situación a inicios del siglo XIII.
Posteriormente, en la Edad Moderna, Villanueva de la Sierra fue una de las localidades que se integraron en la provincia de las Tierras del Conde de Benavente y dentro de esta en la receptoría de Sanabria. No obstante, al reestructurarse las provincias y crearse las actuales en 1833, la localidad pasó a formar parte de la provincia de Zamora, dentro de la Región Leonesa, quedando integrada en 1834 en el partido judicial de Puebla de Sanabria.
Finalmente, en torno a 1850, el antiguo municipio de Villanueva de la Sierra se integró en el de Pías.

## Demografía
En la actualidad tiene un censo de población (INE 2024) de 37 habitantes.

## Administración
Para su organización cuenta con una junta vecinal, que recibe aportaciones económicas del parque eólico y de una extracción minera de cuarzo.